# 弗雷德里克·麥迪遜
弗雷德里克·麥迪遜（英語：Frederick Maddison，1856年8月17日—1937年3月12日），是19世紀中葉至20世紀英國工會會員和自由黨政治家。
麥迪遜出生於林肯郡波士頓，早期在赫尔河畔金斯顿就讀，畢業後成為一名文字編排員。隨後加入印刷協會，並在1886年成為工會代表大會主席。1887年他成為赫爾公司第一位工人階級的成員，在貿易委員會勞動部任職，和成為一名勞工記者。
麥迪遜先後於1892年和1895年在赫尔河畔金斯顿擔任自由工會候選人競選。在1897年的補選中當選為雪菲爾·布賴特賽德（Sheffield Brightside）選區的國會議員。但是在1900年的選舉中，麥迪遜卻微不足道地喪失了席位，其失敗原因主要是因為他在布爾戰爭期間支持布爾人。
後來麥迪遜重整旗鼓，於1906年在伯恩利當選，但是很快的在1910年1月失去了這個席位。儘管他接二連三在1910年12月的達林頓，1918年的霍爾德內斯和1922年的南多塞特競選，但是都未曾回到國會。